# Mariinski-Palast

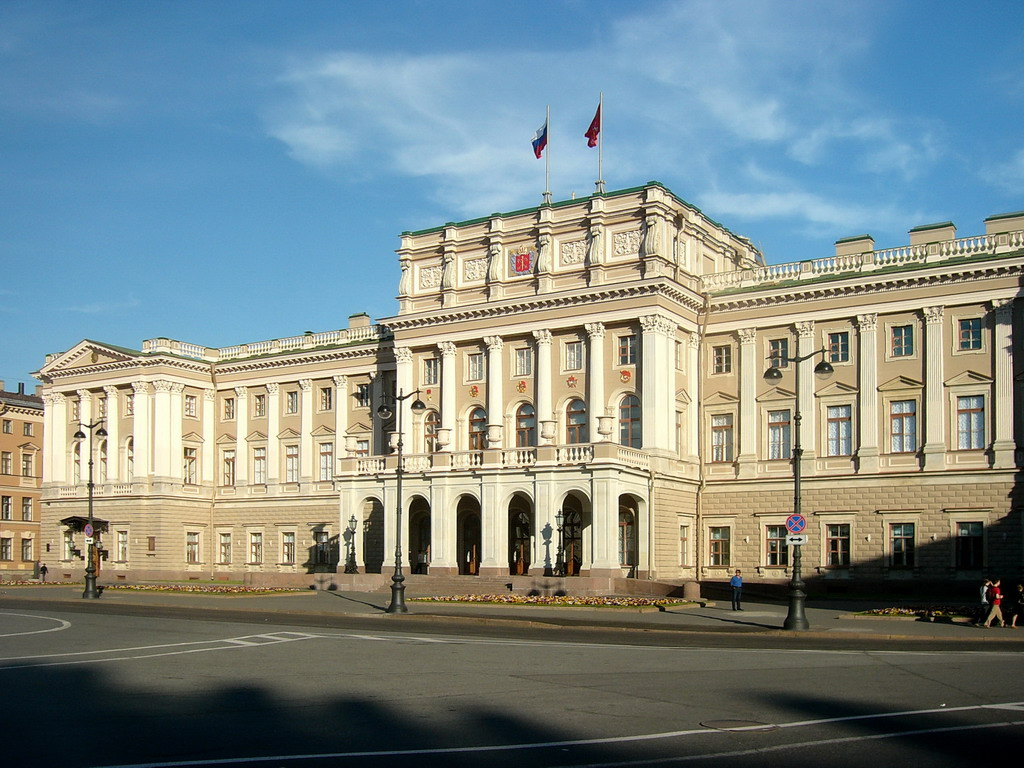
Der Mariinski-Palast

Der Marienpalast (russisch Мариинский дворец) ist ein Palast am Isaaksplatz in Sankt Petersburg. Zusammen mit dem Winterpalast und dem Taurischen Palais ist er einer der drei „politischen“ Paläste Sankt Petersburgs und spielte eine wichtige Rolle bei den Ereignissen von 1917 und 1991.
Der klassizistische Palast wurde in den Jahren 1839 bis 1844 nach einem Projekt des Architekten Andrei Stackenschneider erbaut. Er liegt an der südlichen Seite des Isaaksplatzes unmittelbar an der Moika. Vor seiner Errichtung befand sich an dieser Stelle ein anderer Palast aus dem Jahr 1768, der dem General-Feldmarschall Iwan Tschernyschow gehörte. In den Jahren 1825 bis 1839 beherbergte der Vorgängerpalast eine Kavallerie-Militärschule, an der auch Michail Lermontow studierte.
Nach 1845 wurde der Palast eine offizielle Residenz der russischen Herzöge von Leuchtenberg und bekam seinen Namen zu Ehren der Tochter des Kaisers Nikolaus I., der Großfürstin Maria Nikolajewna. 1884 wurde der Marienpalast vom Staat gekauft. Er beherbergte in der Folgezeit den Staatsrat des Russischen Kaiserreiches und den Ministerrat.

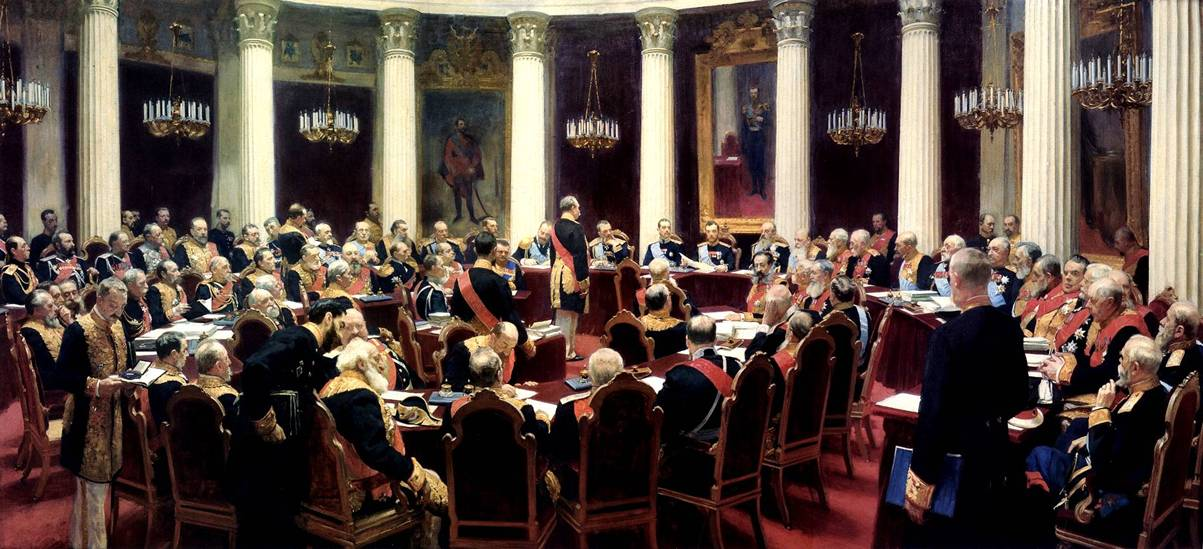
Eine Sitzung des Staatsrates. Gemälde von Ilja Repin, 1901

Nach der Februarrevolution arbeitete hier bis Juni 1917 die Provisorische Regierung. Nach der Machtergreifung der Bolschewiki befand sich im Palast das Volkskommissariat für Besitztümer und der Oberste Volkswirtschaftsrat. Im Anschluss an die Verlegung der Hauptstadt nach Moskau wurden hier Kasernen der Roten Armee eingerichtet sowie weitere Institutionen einquartiert.
Von 1945 bis 1991 arbeitete hier der Leningrader Sowjet. Während des Augustputsches in Moskau verschanzten sich hier die Anhänger des Putsches, während die Bürger um den Palast herum Barrikaden errichtet haben. Heute dient der Mariinski-Palast als Rathaus und Sitz der Gesetzgebenden Versammlung Sankt Petersburgs.